# Planeta YÓ
Planeta YÓ je pořad České televize určený dětem mladšího školního věku vysílaný od roku 2011. Z počátku se vysílal na programu ČT1. Na začátku roku 2012 byl však přesunut na kanál ČT2 (v rámci dětského bloku Kavčí hnízdo[1]) a od 2. září 2013 ho vysílá stanice ČT :D. TýYó je postava animovaného mimozemšťana, který doplňuje moderátory pořadu.  
Dne 16. června 2016 byl odvysílán jubilejní 1000. díl s Terezou Causidisovou a Vojtěchem Klingrem.3. ledna 2016 oslavila Planeta YÓ 5 let svého vysílání. Pořad se od 2. ledna 2017 přesunul z vysílacího času 17:40–18:40 do nového vysílacího času 16:00–17:00. Rok 2018 zase přinesl změny, Planeta YÓ získala nové prostředí, nové moderátorské dvojice, opět nový čas a v neposlední řadě, také nové pořady.
Od 3. ledna 2018 se pořad začal vysílat v novém čase, a to v 16:25 do 17:00, čímž se zkrátil o 25 minut. Od roku 2019 se vysílá v čase od 16:10 do 16:45.

## Moderátoři v pořadu

### Moderátoři
Planetu YÓ začali moderovat zpočátku ve střídavém režimu dva moderátoři Marie Doležalová a Jan Cina. Od roku 2013 posílil moderátorskou dvojici další moderátor Ondřej Havel ještě předtím, než byl pořad Planeta YÓ vysílán na nové stanici ČT :D. Po odchodu Jana Ciny v roce 2014 se k moderování přidali Tomáš Kyselka a Ivana Korolová. 
Od 9. září 2014 pořad pravidelně moderuje moderátorská dvojice. Do moderátorské čtveřice (Marie Doležalová, Ondřej Havel, Tomáš Kyselka, Ivana Korolová) se v roce 2015 přidala Eva Radilová, která v pořadu účinkovala pouze půl rok. Ve stejný rok pořad opustila Marie Doležalová, která jej moderovala přes 4 roky, a ta pořad posílili 3 noví moderátoři - Vojtěch Klinger, Filipína Cimrová a Tereza Causidisová. Filipína Cimrová 23. března 2017 z pořadu odešla. 27. dubna 2017 pořad začíná moderovat nový moderátor Leonard Stirský, ten se však po svém prvním moderování pořadu v něm již neobjevuje. O týden později jej zastoupil moderátor Matouš Zah. 16. listopadu 2017 pořad po třech letech moderování opouští Vojtěch Klinger.
Další změny přinesl rok 2018. Zatímco do roku 2017 ji moderovala vždy jiná, namíchaná moderátorská dvojice, od roku 2018 ji vždy v pondělí a ve středu moderuje dvojice Ivana Korolová a Tomáš Kyselka a v úterý a ve čtvrtek ji střídají Tereza Causidisová a Ondřej Havel. 
Moderátor Matouš Zah má od ledna svůj nový pořad, vysílaný v pondělí, Zaostřeno na:, kde představuje zajímavosti ze světa přírody a zvířat. Kromě nového pořadu s Matoušem, Planeta YÓ vysílá pravidelně od pondělí do čtvrtka YÓUDÁLOSTI. V YÓUDÁLOSTECH se míří i do terénu. Pravidelnou pondělní součástí pořadu je rubrika TýYo na výletě, věnovaná cestování. V úterý je to rubrika TýYo reportáž,  ve středu TýYo hudební reportáž a ve čtvrtky pak TýYo koumákova reportáž. Součástí pořadu je také např. úterní Anketa a jak na to? či čtvrteční recenze videohry nebo  TýYova knihovna a TýYo recenze deskovky ve středu. Z důvodu zkrácení pořadu se v každém dílu vysílají pouze dva seriály a moderátorské vstupy jsou mnohem delší.
| Rok                        | Rok  | Rok  | Rok  | Rok  | Rok  | Rok  | Rok  | Rok  | Rok  | Rok  | Rok  | Rok  | Rok  | Rok  |
| Moderátor                  | 2011 | 2012 | 2013 | 2014 | 2015 | 2016 | 2017 | 2018 | 2019 | 2020 | 2021 | 2022 | 2023 | 2024 |
| -------------------------- | ---- | ---- | ---- | ---- | ---- | ---- | ---- | ---- | ---- | ---- | ---- | ---- | ---- | ---- |
| Jan Cina                   |      |      |      |      |      |      |      |      |      |      |      |      |      |      |
| Marie Doležalová           |      |      |      |      |      |      |      |      |      |      |      |      |      |      |
| TýÝó (mluví Petr Lněnička) |      |      |      |      |      |      |      |      |      |      |      |      |      |      |
| Ondřej Havel               |      |      |      |      |      |      |      |      |      |      |      |      |      |      |
| Ivana Korolová             |      |      |      |      |      |      |      |      |      |      |      |      |      |      |
| Tomáš Kyselka              |      |      |      |      |      |      |      |      |      |      |      |      |      |      |
| Eva Radilová               |      |      |      |      |      |      |      |      |      |      |      |      |      |      |
| Vojtěch Klinger            |      |      |      |      |      |      |      |      |      |      |      |      |      |      |
| Tereza Causidisová         |      |      |      |      |      |      |      |      |      |      |      |      |      |      |
| Filipína Cimrová           |      |      |      |      |      |      |      |      |      |      |      |      |      |      |
| Leonard Stirský            |      |      |      |      |      |      |      |      |      |      |      |      |      |      |
| Matouš Zah                 |      |      |      |      |      |      |      |      |      |      |      |      |      |      |
| Johana Kyselková           |      |      |      |      |      |      |      |      |      |      |      |      |      |      |
| Štěpánka Fingerhutová      |      |      |      |      |      |      |      |      |      |      |      |      |      |      |
| Lucie Anna Zatloukalová    |      |      |      |      |      |      |      |      |      |      |      |      |      |      |
| Michal Pazderka            |      |      |      |      |      |      |      |      |      |      |      |      |      |      |
| Vojtěch Franců             |      |      |      |      |      |      |      |      |      |      |      |      |      |      |
| Filip František Červenka   |      |      |      |      |      |      |      |      |      |      |      |      |      |      |
| Barbora Vágnerová          |      |      |      |      |      |      |      |      |      |      |      |      |      |      |
| Marie Anna Zvěřinová       |      |      |      |      |      |      |      |      |      |      |      |      |      |      |

### Moderátoři – období
- Jan Cina – 3.1.2011 – 26.6.2014
- Marie Doležalová – 3.1.2011 – 7.9.2015
- TýÝó (mluví Petr Lněnička) – 3.1.2011 – dosud
- Ondřej Havel – *.**.2013 – dosud
- Tomáš Kyselka – 3.9.2014 – dosud
- Ivana Korolová – 9.9.2014 – dosud
- Eva Radilová – 14.1.2015 – 25.6.2015
- Vojtěch Klinger – 23.9.2015 – 16.11.2017
- Filipína Cimrová – 29.10.2015 – 23.3.2017
- Tereza Causidisová – 5.11.2015 – 18.12. 2019
- Leonard Stirský – 27.4.2017
- Matouš Zah – 4.5.2017 – dosud
- Johana Kyselková - 6.1.2020 - dosud
- Štěpánka Fingerhutová - 7.1.2020 - dosud
- Lucie Anna Zatloukalová - 18.5. 2020 - dosud
- Michal Pazderka - 5. 9. 2023 - dosud
- Vojtěch Franců - 4. 9. 2023 - dosud
- Filip František Červenka - 9.10. 2023 - dosud
- Barbora Vágnerová - 31.10. 2023 - dosud
- Marie Anna Zvěřinová - 6.11. 2023 - dosud

## Seriály vysílané v pořadu Planeta YÓ

### 1.seriály
- Potcast
- Pok a mok
- Brambory a draci
- Pat a stan
- Invaze planktonu
- Boj
- Bratři Daltonovi

### 2.seriály
- Normálka
- Čas na dobrodružství
- Nick a Perry
- Star Wars Povstalci
- Gumballův úžasný svět
- Mezi námi medvědy

### 3 seriály
- Želvy Ninja
- Záhada Anubisova domu I
- Záhada Anubisova domu II
- Dobrodružství Sáry Jane
- Legenda Kory I
- Legenda Kory II
- Legenda Kory III
- Legenda Kory IV
- Wakfu I
- Wakfu II
- Domov pro smyšlené kamarády
- Tintinova dobrodružství
- Tajemství projektú sparticle
- Záhada částrice S
- Avatar: Legenda o Aangovi
- Nadia: tajemství modré vody